# Алебастр, Уильям
Уильям Алебастр (также Alablaster, Arblastier) (27 февраля 1567 — 28 апреля 1640) — английский поэт, драматург и писатель-богослов.
Алебастр обратился в римско-католическую веру в Испании, когда выполнял дипломатическую миссию в качестве капеллана. Его религиозные убеждения несколько раз приводили его к тюремному заключению; в конце концов он отказался от католицизма, и был в фаворитах Якова I. Он получил должность пребенда в соборе Святого Павла в Лондоне и жил в Терфилде (Хартфордшир). Умер в Литл-Шелфорде (Кембриджшир).

## Биография
Алебастр родился в Хэдли (Суффолк), в семье Роджера Алебастра, торговца тканями и Бриджит Уинтроп из Гротона (Суффолк). Получил образование в Вестминстерской школе и Тринити-колледже в Кембридже с 1583 года. Он стал членом Тринити, а в 1592 году был включён в состав Оксфордского университета. Около 1592 года написал в Тринити-колледже латинскую трагедию «Роксана».
В июне 1596 года Алебастр отправился с Робертом Деверё, графом Эссексом в экспедицию в Кадис в качестве капеллана, и, находясь в Испании, стал католиком. Отчёт об изменении его веры содержится в неясно сформулированном сонете, содержащемся в рукописной копии книги «Божественные размышления» г-на Алебастра. Он защищал своё обращение в новую веру в брошюре «Семь мотивов», копий которой не сохранилось. Алебастр был заключён в тюрьму за изменение веры в Лондонский Тауэр в 1598 и 1599 годах.
В 1607 году Алебастр опубликовал в Антверпене книгу Apparatus in Revelationem Jesu Christi, в которой его исследование Каббалы дало мистическое толкование Писания. Книга была помещена в Index Librorum Prohibitorum в Риме в начале 1610 года. Он отправился в Рим и был там заключён в тюрьму инквизицией, но сумел бежать в Англию и снова принял протестантскую веру.
После возвращения в Англию Алебастр стал доктором богословия в Кембриджском университете и капелланом короля Якова I. После женитьбы в 1618 году его жизнь стала более спокойной, и последние годы жизни он посвятил богословским исследованиям. Умер в 1640 году в Литтл-Шелфорде (Кембриджшир).

## Работы

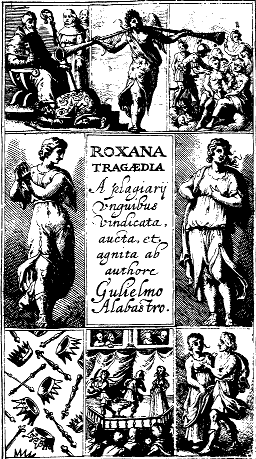
Обложка «Роксаны»

«Роксана» создана по образцу трагедий Сенеки и представляет собой жёсткий и бездуховный труд. Фуллер и Энтони А Вуд преувеличенно хвалили его, а Сэмюэл Джонсон считал его единственным латинским стихом, достойным внимания, написанным в Англии до элегий Мильтона. «Роксана» основана на «La Dalida» (Венеция, 1583) Луиджи Грото, и Халлам утверждает, что это плагиат.
За тайным изданием в 1632 году последовала авторизованная версия a plagiarii unguibus vindicata, aucta et agnita ab Aithore, Gulielmo, Alabastro. Одна книга эпической поэмы, написанная латинскими гекзаметрами в честь королевы Елизаветы хранится в рукописи (MS) в библиотеке Эммануил-колледжа в Кембридже. Эту поэму, Элисейда, Apotheosis poetica, очень ценил Эдмунд Спенсер. «Кто из живущих может сравниться с этой героической песней?» пишет он в «Возвращении домой Колина Клаута».
Более поздние каббалистические сочинения Алебастра — «Commentarius de Bestia Apocalyptica» (1621) и «Spiraculum tubarum» (1633), представляют из себя мистическую интерпретацию Пятикнижия. Эти богословские труды заслужили похвалу Роберта Геррика, который назвал их «триумфом дня» и «единственным достойным из миллиона».
Список работ:
- Роксана — (ок. 1595) латинская драма.
- Элисейда — латинский эпос о Елизавете I.
- Apparatus in Revelationem Jesu Christi (1607).
- De bestia Apocalypsis (1621).
- Ecce Sponsus Venit (1633)
- Spiraculum Tubarum (1633)
- Lexicon Pentaglotton, Hebraicum, Chaldaicum, Syriacum, Talmudico-Rabbinicon et Arabicum (1637).

## Семья
В 1618 году Алебастр женился на Кэтрин Фладд, вдове, и оказался в родственной связи со знаменитым врачом и алхимиком Робертом Фладдом.

### Комментарии
1. ↑  His surname, sometimes written Arblastier, is one of the many variants of arbalester, a cross-bowman.Chisholm, 1911, p. 466
2. ↑  He was, so Fuller states, a nephew by marriage of Dr John Still, Bishop of Bath and Wells(Chisholm 1911, С. 466). Bridget Winthrop was the sister of Adam Winthrop (1548–1623) whose first wife was Alice Still, sister of Bishop John Still. The marriage was short; she died three years later in childbirth.[5]
3. ↑  The proof of its publication only remains in two tracts, A Booke of the Seuen Planets, or Seuen wandring motives of William Alablaster's wit, by John Racster (1598), and An Answer to William Alabaster, his Motives, by Roger Fenton (1599).[4]
4. ↑  For an analysis of the Roxana see an article on the Latin university plays in the Jahrbuch der Deutschen Shakespeare Gesellschaft (Weimar, 1898).[4]